# Eriosema umtamvunense
Eriosema umtamvunense är en ärtväxtart som beskrevs av Charles Howard Stirton. Eriosema umtamvunense ingår i släktet Eriosema och familjen ärtväxter. Inga underarter finns listade i Catalogue of Life.